# Tour of Japan 2023
Il Tour of Japan 2023, venticinquesima edizione della corsa, valevole come prova dell'UCI Asia Tour 2023 categoria 2.1, si svolse in otto tappe dal 21 al 28 maggio 2023 su un percorso di 715,45 km, con partenza da Sakai e arrivo a Tokyo, in Giappone. La vittoria fu appannaggio dell'australiano Nathan Earle, il quale completò il percorso in 17h45'01", alla media di 40,306 km/h, precedendo il connazionale Benjamin Dyball ed il giapponese Atsushi Oka.
Sul traguardo di Tokyo 83 ciclisti, su 96 partiti da Sakai, portarono a termine la competizione.

## Tappe
| Tappa  | Data      | Percorso                                           | km     | Vincitore di tappa | Leader cl. generale |
| ------ | --------- | -------------------------------------------------- | ------ | ------------------ | ------------------- |
| 1ª     | 21 maggio | Sakai > Sakai (cronometro individuale)             | 2,6    | Luke Lamperti      | Luke Lamperti       |
| 2ª     | 22 maggio | Shimokoma > Seika (Kyoto stage)                    | 103,6  | Georgios Bouglas   | Georgios Bouglas    |
| 3ª     | 23 maggio | Inabe > Inabe                                      | 127    | Carter Bettles     | Luke Lamperti       |
| 4ª     | 24 maggio | Mino > Mino                                        | 137,3  | Luke Lamperti      | Luke Lamperti       |
| 5ª     | 25 maggio | Shimohisakata > Shimohisakata (Shinshu Iida Stage) | 120,9  | Atsushi Oka        | Atsushi Oka         |
| 6ª     | 26 maggio | Subashiri > Monte Fuji (cronometro individuale)    | 11,4   | Nathan Earle       | Nathan Earle        |
| 7ª     | 27 maggio | Sagamihara > Sagamihara                            | 107,5  | Luke Lamperti      | Nathan Earle        |
| 8ª     | 28 maggio | Tokyo > Tokyo                                      | 105,15 | Kazushige Kuboki   | Nathan Earle        |
| Totale | Totale    | Totale                                             | 715,45 |                    |                     |

## Squadre e corridori partecipanti
Al via 16 formazioni.
| N.    | Cod. | Squadra                         |
| ----- | ---- | ------------------------------- |
| 1-6   | UKO  | JCL Team Ukyo                   |
| 11-16 | TSG  | Terengganu Polygon Cycling Team |
| 21-26 | AAM  | Almaty Astana Motors            |
| 31-36 | KIN  | Kinan Cycling Team              |
| 41-46 | TRI  | Trinity Racing                  |
| 51-56 | BLZ  | Utsunomiya Blitzen              |
| 61-66 | SDO  | Sofer-Savini Due-OMZ            |
| 71-76 | EFD  | EF Education-Nippo Development  |

| N.      | Cod. | Squadra                  |
| ------- | ---- | ------------------------ |
| 81-86   | SMN  | Shimano Racing           |
| 91-96   | MTR  | Matrix Powertag          |
| 101-106 | AIS  | Aisan Racing Team        |
| 111-116 | BGT  | Team Bridgestone Cycling |
| 121-126 | SUN  | Saitama-Nasu SunBrave    |
| 131-136 | GLC  | Global 6 Cycling         |
| 141-146 | VCH  | Victoire Hiroshima       |
| 151-156 | SPA  | Sparkle Oita Racing Team |

## Dettagli delle tappe

### 1ª tappa
- 21 maggio: Sakai > Sakai – Cronometro individuale - 2,6 km

Risultati
| Pos. | Corridore     | Squadra | Tempo |
| ---- | ------------- | ------- | ----- |
| 1    | Luke Lamperti | Trinity | 3'06" |
| 2    | Liam Johnston | Trinity | a 1"  |
| 3    | Atsushi Oka   | JCL     | a 2"  |

| Pos. | Corridore     | Squadra | Tempo |
| ---- | ------------- | ------- | ----- |
| 1    | Luke Lamperti | Trinity | 3'06" |
| 2    | Liam Johnston | Trinity | a 1"  |
| 3    | Atsushi Oka   | JCL     | a 2"  |

### 2ª tappa
- 22 maggio: Shimokoma > Seika (Kyoto stage) - 103,6 km

Risultati
| Pos. | Corridore        | Squadra | Tempo    |
| ---- | ---------------- | ------- | -------- |
| 1    | Georgios Bouglas | Matrix  | 2h43'08" |
| 2    | Atsushi Oka      | JCL     | s.t      |
| 3    | Benjamín Prades  | JCL     | s.t.     |

| Pos. | Corridore        | Squadra    | Tempo    |
| ---- | ---------------- | ---------- | -------- |
| 1    | Georgios Bouglas | Matrix     | 2h46'09" |
| 2    | Atsushi Oka      | JCL        | a 1"     |
| 3    | J. Sainbayar     | Terengganu | s.t.     |

### 3ª tappa
- 23 maggio: Inabe > Inabe - 127 km

Risultati
| Pos. | Corridore      | Squadra    | Tempo    |
| ---- | -------------- | ---------- | -------- |
| 1    | Carter Bettles | Victoire   | 3h15'29" |
| 2    | Luke Lamperti  | Trinity    | a 18"    |
| 3    | Jeroen Meijers | Terengganu | s.t.     |

| Pos. | Corridore        | Squadra    | Tempo    |
| ---- | ---------------- | ---------- | -------- |
| 1    | Luke Lamperti    | Trinity    | 6h01'55" |
| 2    | J. Sainbayar     | Terengganu | a 2"     |
| 3    | Georgios Bouglas | Matrix     | a 4"     |

### 4ª tappa
- 24 maggio: Mino > Mino - 137,3 km

Risultati
| Pos. | Corridore        | Squadra     | Tempo    |
| ---- | ---------------- | ----------- | -------- |
| 1    | Luke Lamperti    | Trinity     | 3h08'01" |
| 2    | Kazushige Kuboki | Bridgestone | s.t.     |
| 3    | Jeroen Meijers   | Terengganu  | s.t.     |

| Pos. | Corridore        | Squadra    | Tempo    |
| ---- | ---------------- | ---------- | -------- |
| 1    | Luke Lamperti    | Trinity    | 9h09'46" |
| 2    | J. Sainbayar     | Terengganu | a 12"    |
| 3    | Georgios Bouglas | Matrix     | a 14"    |

### 5ª tappa
- 25 maggio: Shimohisakata > Shimohisakata (Shinshu Iida Stage) - 120,9 km

Risultati
| Pos. | Corridore     | Squadra    | Tempo    |
| ---- | ------------- | ---------- | -------- |
| 1    | Atsushi Oka   | JCL        | 3h06'11" |
| 2    | Ryan Cavanagh | Kinan      | a 5"     |
| 3    | Jesse Ewart   | Terengganu | a 7"     |

| Pos. | Corridore      | Squadra  | Tempo     |
| ---- | -------------- | -------- | --------- |
| 1    | Luke Lamperti  | Trinity  | 12h16'07" |
| 2    | Félix Stehli   | EF-Nippo | a 34"     |
| 3    | Carter Bettles | Victoire | a 1'48"   |

### 6ª tappa
- 26 maggio: Subashiri > Monte Fuji - (cronometro individuale) – 11,4 km

Risultati
| Pos. | Corridore       | Squadra  | Tempo   |
| ---- | --------------- | -------- | ------- |
| 1    | Nathan Earle    | JCL      | 40'14"  |
| 2    | Benjamin Dyball | Victoire | a 34"   |
| 3    | Drew Morey      | Kinan    | a 1'19" |

| Pos. | Corridore       | Squadra  | Tempo     |
| ---- | --------------- | -------- | --------- |
| 1    | Nathan Earle    | JCL      | 12h59'05" |
| 2    | Benjamin Dyball | Victoire | a 47"     |
| 3    | Atsushi Oka     | JCL      | a 1'07"   |

### 7ª tappa
- 27 maggio: Sagamihara > Sagamihara - 107,5 km

Risultati
| Pos. | Corridore       | Squadra | Tempo    |
| ---- | --------------- | ------- | -------- |
| 1    | Luke Lamperti   | Trinity | 2h23'26" |
| 2    | Benjamín Prades | JCL     | s.t      |
| 3    | Atsushi Oka     | JCL     | s.t.     |

| Pos. | Corridore       | Squadra  | Tempo     |
| ---- | --------------- | -------- | --------- |
| 1    | Nathan Earle    | JCL      | 15h22'31" |
| 2    | Benjamin Dyball | Victoire | a 45"     |
| 3    | Atsushi Oka     | JCL      | a 55"     |

### 8ª tappa
- 28 maggio: Tokyo > Tokyo - 105,15 km

Risultati
| Pos. | Corridore        | Squadra     | Tempo    |
| ---- | ---------------- | ----------- | -------- |
| 1    | Kazushige Kuboki | Bridgestone | 2h22'30" |
| 2    | Hayato Okamoto   | Aisan       | s.t.     |
| 3    | Rei Onodera      | Utsunomiya  | s.t.     |

| Pos. | Corridore       | Squadra  | Tempo     |
| ---- | --------------- | -------- | --------- |
| 1    | Nathan Earle    | JCL      | 17h45'01" |
| 2    | Benjamin Dyball | Victoire | a 45"     |
| 3    | Atsushi Oka     | JCL      | a 55"     |

## Evoluzione delle classifiche
| Tappa              | Vincitore          | Classifica generale Maglia verde | Classifica a punti Maglia blu | Classifica scalatori Maglia rossa | Classifica giovani Maglia bianca | Classifica a squadre |
| ------------------ | ------------------ | -------------------------------- | ----------------------------- | --------------------------------- | -------------------------------- | -------------------- |
| 1ª                 | Luke Lamperti      | Luke Lamperti                    | Luke Lamperti                 | non assegnata                     | Luke Lamperti                    | Trinity Racing       |
| 2ª                 | Georgios Bouglas   | Georgios Bouglas                 | Atsushi Oka                   | Naoki Kojima                      | Luke Lamperti                    | JCL Team Ukyo        |
| 3ª                 | Carter Bettles     | Luke Lamperti                    | Luke Lamperti                 | Naoki Kojima                      | Luke Lamperti                    | JCL Team Ukyo        |
| 4ª                 | Luke Lamperti      | Luke Lamperti                    | Luke Lamperti                 | Naoki Kojima                      | Luke Lamperti                    | JCL Team Ukyo        |
| 5ª                 | Atsushi Oka        | Atsushi Oka                      | Luke Lamperti                 | Naoki Kojima                      | Luke Lamperti                    | Kinan Cycling Team   |
| 6ª                 | Nathan Earle       | Nathan Earle                     | Luke Lamperti                 | Naoki Kojima                      | Liam Johnston                    | JCL Team Ukyo        |
| 7ª                 | Luke Lamperti      | Nathan Earle                     | Luke Lamperti                 | Leonel Quintero                   | Liam Johnston                    | JCL Team Ukyo        |
| 8ª                 | Kazushige Kuboki   | Nathan Earle                     | Luke Lamperti                 | Leonel Quintero                   | Liam Johnston                    | JCL Team Ukyo        |
| Classifiche finali | Classifiche finali | Nathan Earle                     | Luke Lamperti                 | Leonel Quintero                   | Liam Johnston                    | JCL Team Ukyo        |

Maglie indossate da altri ciclisti in caso di due o più maglie vinte
- Nella 2ª tappa Liam Johnston ha indossato la maglia blu al posto di Luke Lamperti e Fergus Browning ha indossato quella bianca al posto di Luke Lamperti.
- Nella 4ª tappa Carter Bettles ha indossato la maglia blu al posto di Luke Lamperti.
- Dalla 4ª alla 6ª tappa Liam Johnston ha indossato la maglia bianca al posto di Luke Lamperti.
- Nella 5ª tappa Jeroen Meijers ha indossato la maglia blu al posto di Luke Lamperti.

## Classifiche finali

### Classifica generale - Maglia verde
| Pos. | Corridore            | Squadra  | Tempo     |
| ---- | -------------------- | -------- | --------- |
| 1    | Nathan Earle         | JCL      | 17h45'01" |
| 2    | Benjamin Dyball      | Victoire | a 45"     |
| 3    | Atsushi Oka          | JCL      | a 55"     |
| 4    | Benjamín Prades      | JCL      | a 1'09"   |
| 5    | Drew Morey           | Kinan    | a 1'34"   |
| 6    | Leonel Quintero      | Victoire | a 1'46"   |
| 7    | Carter Bettles       | Victoire | a 1'51"   |
| 8    | Thomas Lebas         | Kinan    | a 2'50"   |
| 9    | Liam Johnstone       | Trinity  | a 3'03"   |
| 10   | José Vicente Toribio | Matrix   | a 3'06"   |

### Classifica a punti - Maglia blu
| Pos. | Corridore        | Squadra    | Punti |
| ---- | ---------------- | ---------- | ----- |
| 1    | Luke Lamperti    | Trinity    | 114   |
| 2    | Atsushi Oka      | JCL        | 93    |
| 3    | Jeroen Meijers   | Terengganu | 72    |
| 4    | Georgios Bouglas | Matrix     | 65    |
| 5    | Benjamín Prades  | JCL        | 55    |

### Classifica scalatori - Maglia rossa
| Pos. | Corridore       | Squadra     | Punti |
| ---- | --------------- | ----------- | ----- |
| 1    | Leonel Quintero | Victoire    | 41    |
| 2    | Naoki Kojima    | Bridgestone | 38    |
| 3    | Carter Bettles  | Victoire    | 18    |
| 4    | Nathan Earle    | JCL         | 15    |
| 5    | Benjamin Dyball | Victoire    | 12    |

### Classifica giovani - Maglia bianca
| Pos. | Corridore         | Squadra  | Punti     |
| ---- | ----------------- | -------- | --------- |
| 1    | Liam Johnstone    | Trinity  | 17h48'04" |
| 2    | Luca Jenni        | EF-Nippo | a 1'54"   |
| 3    | Kevin McCambridge | Trinity  | a 3'18"   |
| 4    | Takeharu Amano    | Shimano  | a 4'33"   |
| 5    | Luke Lamperti     | Trinity  | a 4'38"   |

### Classifica a squadre
| Pos. | Squadra                         | Tempo     |
| ---- | ------------------------------- | --------- |
| 1    | JCL Team Ukyo                   | 53h17'22" |
| 2    | Victoire Hiroshima              | a 2'24"   |
| 3    | Kinan Cycling Team              | a 3'08"   |
| 4    | Terengganu Polygon Cycling Team | a 7'31"   |
| 5    | Matrix Powertag                 | a 7'35"   |